# Voyage à travers le cinéma français
Voyage à travers le cinéma français ("resa genom den franska filmen") är en fransk dokumentärfilm från 2016 i regi av Bertrand Tavernier. Den är en personlig skildring av den franska filmhistorien, från 1930-talets poetiska realism och fram till Taverniers egen tidiga karriär på 1970-talet.

## Tillkomst
Tavernier såg och såg om över 950 filmer för projektet. Dokumentären tog sex år att göra och 80 veckor att klippa. Den består av 582 klipp från 94 olika filmer.

## Visningar
Filmen hade världspremiär 16 maj vid filmfestivalen i Cannes 2016, där den visades i avdelningen Cannes classics. Den hade fransk biopremiär 12 oktober 2016.